# Olpidium gregarium
Olpidium gregarium är en svampart som först beskrevs av Nowak., och fick sitt nu gällande namn av Joseph Schröter 1886. Olpidium gregarium ingår i släktet Olpidium och familjen Olpidiaceae.   Inga underarter finns listade i Catalogue of Life.